# Andrew Kliment
Andrew Kliment (Edmonton, Canadá; 4 de junio de 1991) es un futbolista canadiense. Juega como mediocampista y actualmente se encuentra sin club; su último club fue Dolný Kubín de la 2. liga (Eslovaquia).

## Biografía
Es hijo de padre checo y madre filipina. Cuando tenía 4 años su familia se trasladó a Brampton, luego a los 9 se trasladarían a Winnipeg. A los 5 años comenzó a jugar en Brampton SC.
Andrew, ayudó a ganar el oro en los Juegos de Verano oeste de Canadá en 2007, está practicando y jugando con la Selección Sub-23 también.

## Clubes
| Club               | País            | Año         |
| ------------------ | --------------- | ----------- |
| FC Hradec Králové  | República Checa | 2008 - 2009 |
| FC Bohemians Praha | República Checa | 2009 - 2011 |
| Dolný Kubín        | Eslovaquia      | 2012 - 2013 |
| Šamorín            | Eslovaquia      | 2013        |
| Partizán Bardejov  | Eslovaquia      | 2014        |
| Dolný Kubín        | Eslovaquia      | 2014 - 2015 |